# Лептоподіди
Лептоподіди (Leptopodidae) — невелика родина клопів (Heteroptera). Включає 40 сучасних видів.

## Поширення
Поширені на всіх континентах (крім Антарктиди), переважно у тропічних і субтропічних регіонах. В Європі поширені три види, трапляючись в Південній та Західній Європі, з них лише один вид Leptopus marmoratus досягає Центральної Європи.

## Опис
Leptopodidae мають довжину від 2 до 7 мм. На голові є дуже великі складні очі від напівкулястої або ниркоподібної форми, які у більшості видів мають коротку ніжку, і присутні два простих вічка. Короткий хоботок ротового апарату має відносно коротку, але масивну чотиричленикову губу. Тильна сторона (спинна частина) з напівпокривами, але принаймні їхні клавуси, сильно пунктовані, на відміну від інших лептоподоморф. Вони завжди є макрокоптерами, тобто мають повністю розвинені крила. Деякі роди, наприклад Patapius, мають міцні колючки майже по всьому тілу.

## Спосіб життя
Дуже спритні й активні клопи. Наскільки відомо, всі види є хижаками. Трапляються в місцях існування з негустою рослинністю. Це переважно береги та узбережжя, але також можуть бути сухі місця існування. Наприклад, Patapius spinosus мешкає в напівпустелях.

## Роди
- Erianotoides J.Polhemus & D.Polhemus, 1991
- Erianotus Fieber, 1861
- Lahima Linnavuori & Van Harten, 2002-22
- Leotichius Distant, 1904
- Leptopoides J.Polhemus & D.Polhemus, 1991-01
- Leptopus Latreille, 1809
- Martiniola Horváth, 1911
- Patapius Horváth, 1912
- Saldolepta Schuh & J.Polhemus, 1980
- Valleriola Distant, 1904
- † Archaesalepta Grimaldi & Engel, 2013
- † Cretaceomira McKellar & Engel, 2014
- † Cretaleptus Sun and Chen 2020
- † Grimaldinia Popov & Heiss, 2014-29
- † Leptosalda Cobben, 1971
- † Leptosaldinea Popov & Heiss, 2016
- † Palaeoleptus Poinar 2009